# Матчанова, Огульджан
Огульджа́н Матча́нова (род. 1927 год, село Кенегес, Ильялинский район, Туркменская ССР) — звеньевая колхоза имени Тельмана Ильялинского района, Туркменская ССР. Герой Социалистического Труда (1950).

## Биография
Родилась в 1927 году в крестьянской семье в селе Кегенес Ильялинского района (ныне — этрап имени Гурбансолтан-эдже).
Окончила местную школу. В послевоенное время трудилась рядовой колхозницей, звеньевой комсомольско-молодёжного звена в колхозе имени Тельмана Ильялинского района, председателем которого с 1944 года был Джаппар Суханов.
В 1949 году звено под её руководством собрало в среднем с каждого гектара по 86,9 центнера хлопка-сырца на участке площадью 6 гектаров. Указом Президиума Верховного Совета СССР от 30 июня 1950 года удостоена звания Героя Социалистического Труда за «получение высокого урожая хлопка на поливных землях» с вручением ордена Ленина и золотой медали «Серп и Молот» (№ 5359).
Этим же Указом званием Героя Социалистического Труда были награждены председатель колхоза Джаппар Суханов, труженики колхоза имени Тельмана председатель Совета урожайности Аллаберген Джуманазаров, бригадиры Козыбай Джуманиязов, Сапа Клычев и звеньевой Хаит Атаджанов.
В 1950 году звено Огульджан Матчановой получило в среднем с каждого гектара по 84 центнеров хлопка-сырца на участке площадью 8,5 гектаров. За эти выдающиеся трудовые результаты была награждена вторым Орденом Ленина.
Проживала в родном селе Кегенес. С 1983 года — персональный пенсионер союзного значения.
Награды
- Герой Социалистического Труда
- Орден Ленина — дважды (1950; 30.07.1951)